# Quận Mills, Texas
Quận Mills (tiếng Anh: Mills County) là một quận trong tiểu bang Texas, Hoa Kỳ. Quận lỵ đóng ở thành phố Goldthwaite6. Theo kết quả điều tra dân số năm  2000 của Cục điều tra dân số Hoa Kỳ, quận có dân số 5151 người2.